# Dolichopeza (Oropeza) subalbipes
Dolichopeza (Oropeza) subalbipes is een tweevleugelige uit de familie langpootmuggen (Tipulidae). De soort komt voor in het Nearctisch gebied.